# Kyra Cooney-Cross
Kyra Cooney-Cross, née le 15 février 2002 à Brisbane, est une footballeuse internationale australienne évoluant au poste de milieu de terrain à Arsenal.

## Biographie
Elle participe aux Jeux olympiques d'été de 2020 organisés à Tokyo, où elle joue cinq matchs et échoue à décrocher la médaille de bronze en s'inclinant lors de la petite finale contre les États-Unis.

## Palmarès
Arsenal
- Vainqueur de la FA WSL Cup : 2024